# الحوف الشرقي
الحوف الشرقي كان اسم يطلق على المنطقة الواقعة شرقى فرع دمياط اسم «الحوف»
قسم العرب بعد الفتح أرض الدلتا إلى قسمين هما : الحوف والريف وكان الحوف يشمل الأراضي الواقعة شرق فرع دمياط من عين شمس إلى دمياط وكان الريف عبارة عن بقية أراضى الدلتا إلى الإسكندرية. وجعل العرب مراكز الحوف 14 كورة والريف 31 كورة وكانت الكورة تعادل في مساحتها المركز في الوقت الحاضر. ثم عدل هذا التقسيم في القرن الثالث الهجري وصارت أراضى الدلتا أقسام هي الحوف الشرقي والحوف الغربي وبطن الريف ثم ألغى في عهد الفاطميين واستبدل به تقسيم آخر كانت فيه مصر مقسمة إلى 22 إقليماً